# Sanguine (collection)
Pour les articles homonymes, voir Sanguine (homonymie).
Sanguine est une collection de romans noirs créée par Patrick Mosconi en 1979 aux éditions Phot’œil, puis aux éditions Albin Michel.
Selon Jean-Bernard Pouy, dans sa préface à la Trilogie spinoziste, regrette qu'Albin Michel ait « plus ou moins remercié » en 1983 Patrick Mosconi malgré « un travail énorme » puisqu'il a notamment découvert Marc Villard, Thierry Joncquet, et Patrick Raynal.

## Titres de la collection
| No | Auteur                                 | Titre             | Année de parution dans la collection |
| -- | -------------------------------------- | ----------------- | ------------------------------------ |
| 1  | Galland, Jean-Pierre                   | Meurtres modernes | 1980                                 |
| 2  | Martens, Michel et Bastid, Jean-Pierre | Les Baths d'Afs   | 1980                                 |
| 3  | Bauman                                 | Branq'à part      | 1980                                 |

| No | Auteur                                | Titre                        | Année de parution dans la collection |
| -- | ------------------------------------- | ---------------------------- | ------------------------------------ |
| 1  | Morgiève, Richard                     | Chrysler 66                  | 1982                                 |
| 2  | Vernon, Luc                           | Tombeau légionnaire          | 1982                                 |
| 3  | Galland, Jean-Pierre                  | Malheur au vaincu !          | 1982                                 |
| 4  | Brenner, Basil                        | Halte au fou                 | 1982                                 |
| 5  | Yaz                                   | Scénario                     | 1982                                 |
| 6  | Jonquet, Thierry                      | Mémoire en cage              | 1982                                 |
| 7  | Flament, Pierre                       | Savon noir                   | 1982                                 |
| 8  | Raynal, Patrick                       | Un tueur dans les arbres     | 1982                                 |
| 9  | Pelot, Pierre                         | La Forêt muette              | 1982                                 |
| 10 | Morgiève, Richard                     | Sympathies pour le diable    | 1982                                 |
| 11 | Dagory                                | À la recherche du sang perdu | 1982                                 |
| 12 | Galland, Jean-Pierre                  | À l’eau de rose !            | 1982                                 |
| 13 | Vilà, Christian                       | Hamburgers et coïncidences   | 1982                                 |
| 14 | Mercader, Ramon                       | Du passé faisons table rase  | 1982                                 |
| 15 | Rosenthal, Robert                     | Les Yeux fixes               | 1982                                 |
| 16 | Raynal, Patrick et Pouy, Jean-Bernard | Very Nice                    | 1983                                 |

## Sources
- Claude Mesplède (dir.), Dictionnaire des littératures policières, vol. 2 : J - Z, Nantes, Joseph K, coll. « Temps noir », 2007, 1086 p. (ISBN 978-2-910-68645-1, OCLC 315873361).